# Монстр (група)
Монстр (монстр Фішера — Ґріса, дружній гігант, англ. friendly giant) у теорії груп — спорадична проста група порядку
{\displaystyle 2^{46}\cdot 3^{20}\cdot 5^{9}\cdot 7^{6}\cdot 11^{2}\cdot 13^{3}\cdot 17\cdot 19\cdot 23\cdot 29\cdot 31\cdot 41\cdot 47\cdot 59\cdot 71=}
{\displaystyle =808\,017\,424\,794\,512\,875\,886\,459\,904\,961\,710\,757\,005\,754\,368\,000\,000\,000.}
Початково побудована Робертом Ґрісом) в 1981 році як група автоморфізмів визанченої алгебри в евклідовому просторі розмірності 196884. Потім виявлено простішу конструкцію, що зв'язує її з ґраткою Ліча і двійковим кодом Голея.
Також, як стверджує гіпотеза жахливої нісенітниці, доведена Борхердсом у 1992 році, розмірності незвідних подань групи виявляються пов'язані з коефіцієнтами ряду Лорана j-інваріанту:
{\displaystyle j(\tau )={\frac {1}{q}}+744+196884q+21493760q^{2}+864299970q^{3}+\cdots }